# Quattro Giorni di Dunkerque 1958
La Quattro Giorni di Dunkerque 1958, quarta edizione della corsa, si svolse dall'8 all'11 maggio su un percorso di 779 km ripartiti in 4 tappe, con partenza e arrivo a Dunkerque. Fu vinta dal francese Jacques Anquetil della Helyett-Leroux-Hutchinson davanti al belga Jean Brankart e al francese André Darrigade.

## Tappe
| Tappa  | Data      | Percorso                                  | km  | Vincitore di tappa | Leader cl. generale |
| ------ | --------- | ----------------------------------------- | --- | ------------------ | ------------------- |
| 1ª     | 8 maggio  | Dunkerque > Dunkerque                     | 234 | André Darrigade    |                     |
| 2ª     | 9 maggio  | Dunkerque > Dunkerque                     | 234 | Seamus Elliott     |                     |
| 3ª     | 10 maggio | Dunkerque > Dunkerque                     | 234 | Seamus Elliott     |                     |
| 4ª     | 11 maggio | Dunkerque > Dunkerque (cron. individuale) | 77  | Jacques Anquetil   | Jacques Anquetil    |
| Totale | Totale    | Totale                                    | 779 |                    |                     |

## Dettagli delle tappe

### 1ª tappa
- 8 maggio: Dunkerque > Dunkerque – 234 km

| Pos. | Corridore       | Squadra      | Tempo    |
| ---- | --------------- | ------------ | -------- |
| 1    | André Darrigade | Helyett      | 6h16'44" |
| 2    | Willy Truye     | Mercier      | s.t.     |
| 3    | Armand Desmet   | Groene Leeuw | s.t.     |

| Pos. | Corridore | Squadra | Tempo |
| ---- | --------- | ------- | ----- |

### 2ª tappa
- 9 maggio: Dunkerque > Dunkerque – 234 km

| Pos. | Corridore            | Squadra  | Tempo    |
| ---- | -------------------- | -------- | -------- |
| 1    | Seamus Elliott       | Helyett  | 6h19'40" |
| 2    | Martin Van Geneugden | Mercier  | a 9"     |
| 3    | Ludo Van Der Elst    | Libertas | s.t.     |

| Pos. | Corridore | Squadra | Tempo |
| ---- | --------- | ------- | ----- |

### 3ª tappa
- 10 maggio: Dunkerque > Dunkerque – 234 km

| Pos. | Corridore       | Squadra      | Tempo    |
| ---- | --------------- | ------------ | -------- |
| 1    | Seamus Elliott  | Helyett      | 6h22'12" |
| 2    | Désiré Keteleer | Carpano      | s.t.     |
| 3    | Armand Desmet   | Groene Leeuw | s.t.     |

| Pos. | Corridore | Squadra | Tempo |
| ---- | --------- | ------- | ----- |

### 4ª tappa
- 11 maggio: Dunkerque > Dunkerque (cron. individuale) – 77 km

| Pos. | Corridore        | Squadra       | Tempo    |
| ---- | ---------------- | ------------- | -------- |
| 1    | Jacques Anquetil | Helyett       | 1h50'45" |
| 2    | Jean Brankart    | Saint-Raphaël | a 1'15"  |
| 3    | André Darrigade  | Helyett       | a 2'46"  |

| Pos. | Corridore        | Squadra       | Tempo     |
| ---- | ---------------- | ------------- | --------- |
| 1    | Jacques Anquetil | Helyett       | 20h52'38" |
| 2    | Jean Brankart    | Saint-Raphaël | a 1'15"   |
| 3    | André Darrigade  | Helyett       | a 1'37"   |

## Classifiche finali

### Classifica generale
| Pos. | Corridore        | Squadra                   | Tempo     |
| ---- | ---------------- | ------------------------- | --------- |
| 1    | Jacques Anquetil | Helyett-Leroux-Hutchinson | 20h52'38" |
| 2    | Jean Brankart    | Saint-Raphaël             | a 1'15"   |
| 3    | André Darrigade  | Helyett-Leroux-Hutchinson | a 1'37"   |
| 4    | Jos Theuns       | Groene Leeuw-Leopold      | a 2'10"   |
| 5    | Joseph Morvan    | Saint-Raphaël             | a 2'40"   |
| 6    | Seamus Elliott   | Helyett-Leroux-Hutchinson | a 3'12"   |
| 7    | Francis Pipelin  | Mercier-BP-Hutchinson     | a 3'14"   |
| 8    | Gerrit Voorting  | Locomotief-Vredestein     | a 3'48"   |
| 9    | Louison Bobet    | Mercier-BP-Hutchinson     | a 3'52"   |
| 10   | Armand Desmet    | Groene Leeuw-Leopold      | a 4'40"   |